# Tabascoschildpad
De tabascoschildpad (Dermatemys mawii) is een grote schildpad uit de monotypische familie tabascoschildpadden (Dermatemydidae).
De schildpad is met een schildlengte van ongeveer 40 tot 55 centimeter een vrij grote soort. Het rugschild is bij volwassen exemplaren opmerkelijk glad van structuur. De lichaamskleur is groen tot bruin, mannetjes hebben een gele tot roodachtige kleur aan de bovenzijde van de kop, die bij vrouwtjes wat fletser is.
Het is een typische rivierbewoner die zelden tot nooit op het land komt. Het dier kan zuurstof uit het water opnemen waardoor het lang onder water kan blijven. Op het menu staan voornamelijk plantendelen, jongere exemplaren eten ook wel kleine waterdieren. Het vlees van de tabascoschildpad is erg populair als delicatesse bij de lokale bevolking. Hierdoor worden grote aantallen schildpadden bejaagd en gedood en is de soort sterk bedreigd geraakt. De tabascoschildpad is een van de sterkst bedreigde schildpadden ter wereld.

## Naam en indeling
De wetenschappelijke naam van de soort werd voor het eerst voorgesteld door John Edward Gray in 1847. Later werd de wetenschappelijke naam Emys mawii gebruikt. In veel bronnen wordt abusievelijk de naam Dermatemys mawi gebruikt emt een enkele 'i', maar deze naam is nooit officieel gebruikt.
De geslachtsnaam mawii is een eerbetoon aan de Britse marine-luitenant Henry Lister Mawe (1801 - 1874), die in 1833 het holotype verzamelde. De geslachtsnaam Dermatemys  betekent vrij vertaald 'huid-schildpad'; derma = huid en emys = schildpad. Deze naam slaat op de zeer dunne rugschilden bij oudere dieren zodat het geheel lijkt op een dunne, gladde huid.
De Nederlandstalige naam tabascoschildpad slaat op een deel van het verspreidingsgebied; de Mexicaanse staat Tabasco.
Van de familie tabascoschildpadden waartoe de schildpad behoort, zijn van meer dan twintig uitgestorven soorten fossiele resten gevonden. Van de tabascoschildpad zelf is echter nog npooit een fossiel aangetroffen.

## Uiterlijke kenmerken

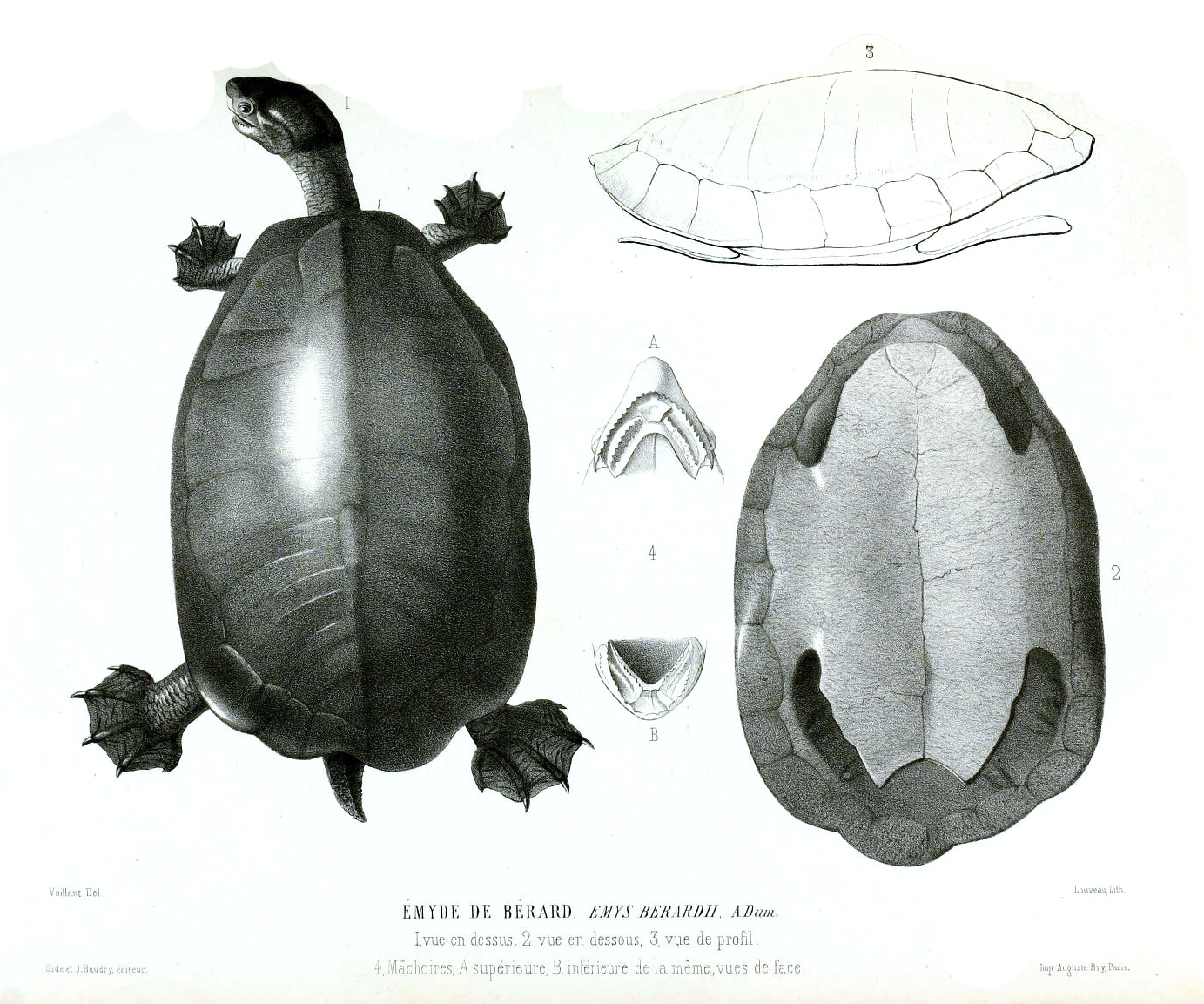
Tekeningen van de schildpad uit 1852.

De tabascoschildpad is een vrij grote soort, het schild is koepelvormig en glad. Mannetjes en vrouwtjes vertonen een sterke seksuele dimorfie.

### Lichaamslengte
De tabascoschildpad kan een schildlengte bereiken tot 65 centimeter en een gewicht van ongeveer 25 kilogram. Dit record werd echter opgemeten in 1979, de gemiddelde schildlengte is ongeveer 40 tot 55 cm. Van de bijna 570 exemplaren die in Belize werden gemeten in 1989 en 1990 was er niet één langer dan 49 cm.
Exemplaren die in leven Mexico bereiken doorgaans een lichaamsgewicht van maximaal veertien kilo en die in Guatemala tot elf kilo, deze schildpadden blijven aanzienlijk kleiner.

### Rug- en buikschild
Het rugschildengte is ovaal van de bovenzijde bezien, het schild is koepelvormig en is vrij sterk afgeplat. Juvenielen hebben een opstaande lengtekiel op het midden van het schild, die bij oudere dieren volledig verdwijnt. Het schild is erg dik en naarmate de dieren ouder worden slijten de schildplaten af zodat het rugschild zeer glad aandoet. De schildkleur is grijs tot bruin of groengrijs, bij oudere exemplaren zijn de schildplaten zo dun dat de onderliggende botstructuur te zien is. De marginaalschilden zijn afgerond bij volwassen dieren maar hebben doornachtige uitsteeksels bij de juvenielen die met de jaren verdwijnen.
De wervelschilden zijn bij volwassen exemplaren langer dan breed maar de juvenielen is dit net andersom. Aan de rand van rugschild zijn 24 marginaalschilden gelegen
Het buikschild is groot en bedekt vrijwel het gehele lichaam boven onder het rugschild. Het buikschild heeft geen scharnierende delen en heeft een witgele kleur, evenals de brug tussen het buik- en rugschild. Aan het buikschild zijn naast de marginaalschilden drie tot zes (meestal vier of vijf) inframarginaalschilden aanwezig aan iedere zijde. Hiervan is het dijschild (of inguinaal, aan de achterzijde) het grootst en het okselschild (of axillair, aan de voorzijde) het kleinst. inframarginaalschilden komen bij de meeste schildpadden niet voor. De plastronformule is in de regel als volgt: abd > pect > fem > hum > an > gul.

### Kop en ledematen
De kop is relatief klein en heeft een lange en enigszins omhoog gekromde, buisvormige en puntige snuit. De zijkanten hebben een grijze kleur, de bovenzijde van de kop is geel tot rood gekleurd. Bij mannetjes is deze kleur feller dan bij de vrouwtjes, die een grijzige kleur aan de bovenzijde van de kop hebben. Soms is een lichtere streep aanwezig tussen de kleurvlakken van de zij- en bovenkant. De nek is relatief breed en lang. De poten hebben een donkere kleur en zijn voorzien van goed ontwikkelde zwemvliezen en zijn groot en krachtig. Aan de buitenzijde van iedere poot is een rij vergrote schubben aanwezig.

### Geslachtsonderscheid
De vrouwtjes worden langer dan de mannetjes. Mannetjes zijn verder van vrouwtjes te onderscheiden door een langere en dikkere staart die tot voorbij de schildrand reikt, de staart van vrouwtjes is veel korter en steekt nauwelijks buiten het schild. De bovenzijde van de kop van mannetjes heeft daarnaast een fellere rode of gele kleur.

## Levenswijze

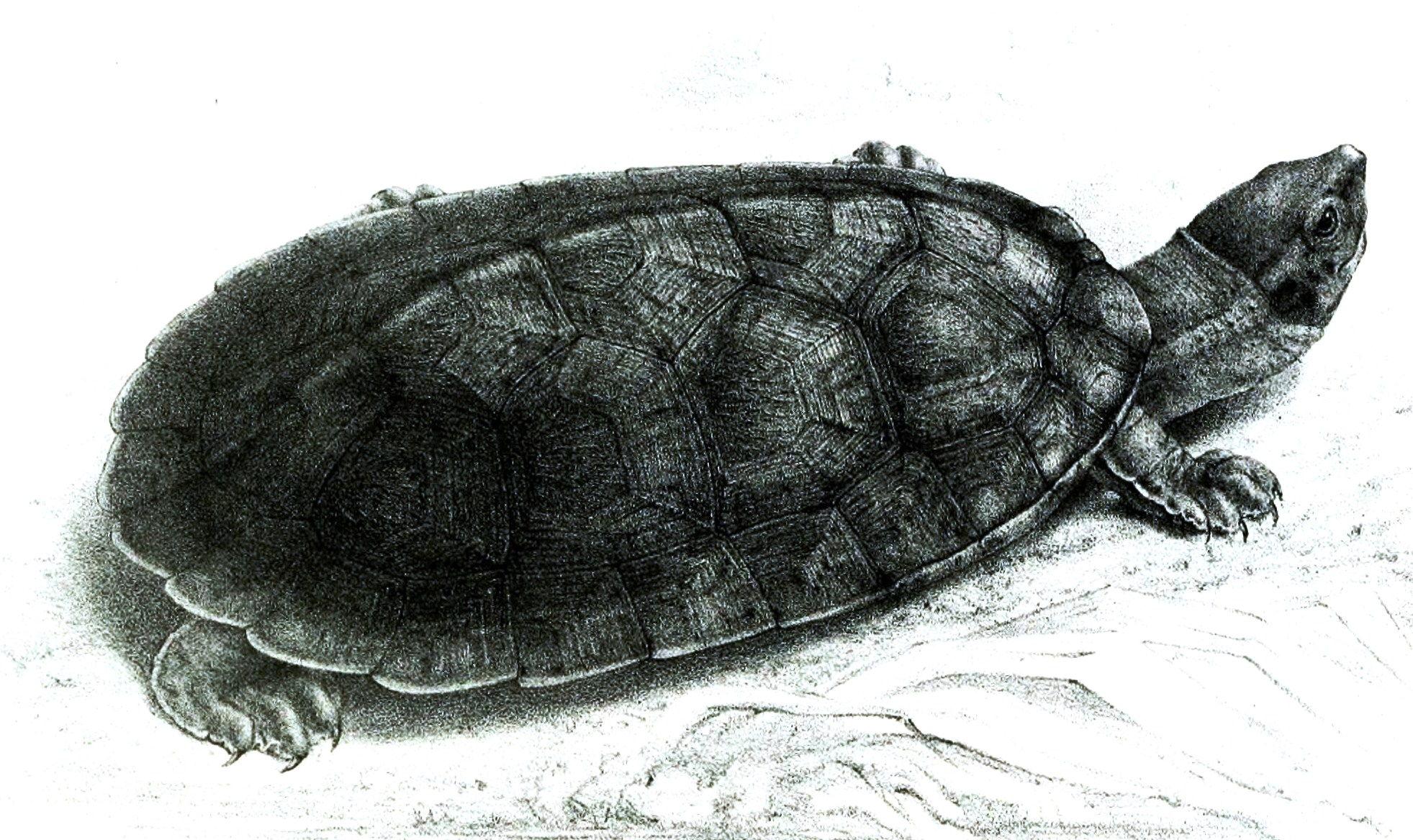
Tekening van een juveniel exemplaar uit "Proceedings of the Zoological Society of London", 1871.

De tabascoschildpad is sterk aan water gebonden, en komt er alleen uit om eieren af te zetten. Het vermogen om op het land te lopen is vrijwel verloren gegaan, de dieren zijn hier zeer onhandig en nauwelijks in staat om de kop op te tillen. Het dier is in staat om zuurstof uit het water op te nemen door water in- en uit de keelopening te pompen. Het water wordt hierbij opgezogen door de mond en via de neusgaten weerd naar buiten gevoerd. Hierdoor kan de schildpad relatief lang onder water blijven.
Vrijwel alle andere schildpaddensoorten zonnen ook op het land, al is het maar op een tak boven het water. Deze soort is echter in tegenstelling tot de meeste andere schildpadden een nachtdier dat zich overdag schuilhoudt. Soms wordt de schildpad overdag drijvend aan het wateroppervlak gezien wat duidt op enige vorm van thermoregulatie om op te warmen door de zon.

### Voedsel en vijanden
De schildpad is vrijwel volledig herbivoor en leeft van waterplanten, in het water gevallen fruit en bladeren, zowel van ondergedoken als boven het water uitstekende delen. De schildpad foerageert 's nachts als het waterpeil stijgt zodat planten die dan onder water komen te liggen bereikbaar worden. Soms worden insecten gegeten die mogelijk per ongeluk als 'bijvangst' worden doorgeslikt. Juveniele dieren hebben echter een omnivoor dieet en eten juist voornamelijk kleine dieren die in het water leven zoals kreeftachtigen, weekdieren en mogelijk kleine visjes. Zowel de volwassen dieren als de juvenielen eten veel van de grassoort Paspalum paniculatum.
Belangrijke vijanden zijn otters, die de jonge schildpadden eten. De volwassen exemplaren hebben voornamelijk de mens als vijand, zie ook onder bedreiging en bescherming.

### Voortplanting en ontwikkeling
De paartijd vindt plaats in het regenseizoen als het waterpeil gestegen is. Hierdoor kunnen de vrouwtjes, die zich ongemakkelijk op het land bewegen, nesten graven net boven het wateroppervlak die later op enige afstand van het water komen te liggen als het waterpeil gezakt is. De nesten zijn primitief en ondiep in vergelijking met andere schildpadden. Ze worden vaak slechts bedekt met rottende bladeren. Er worden tot drie of heel soms vier nesten per seizoen gegraven, per nest worden zes tot twintig eieren afgezet. De nesten overstromen regelmatig en soms gedurende een periode van wel zes weken. De meeste jongen verdrinken echter niet maar komen ongeschonden uit het ei.
De eieren hebben een harde schaal en een witte kleur. Ze zijn langwerpig van vorm en meten ongeveer 54 tot 72 millimeter lang en 32 tot 50 mm breed. In wilde populaties in Belize ontwikkelen de eieren zich in 217 tot 300 dagen, in een laboratorium komen ze na 115 tot 223 dagen uit. Als de eieren zich ontwikkelen bij een temperatuur van minder dan 28 graden Celsius komen voornamelijk mannetjes tevoorschijn, bij hogere temperaturen kruipen meer vrouwtjes uit het ei.

## Verspreiding en habitat

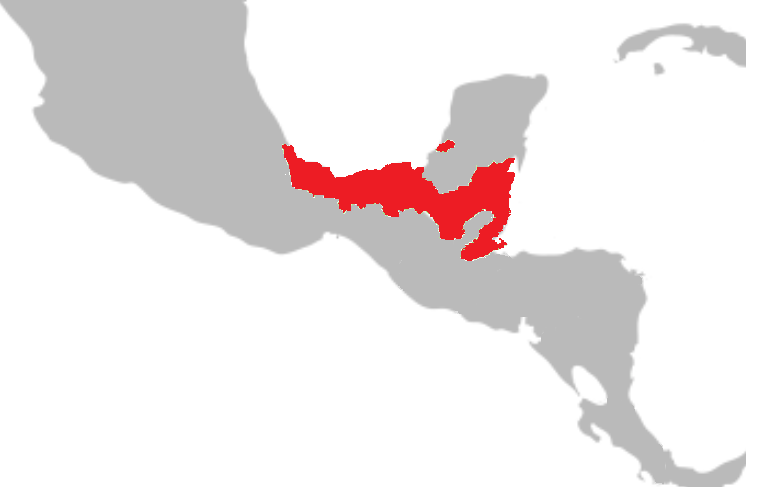
Verspreidingsgebied in het rood.

De tabascoschildpad komt voor in delen van Zuid- en Midden-Amerika en leeft in de landen Mexico, Guatemala en Belize. In Mexico komt de soort voor in de staten Veracruz, Tabasco, Chiapas, Campeche en Quintana Roo. Mogelijk komt de soort ook voor in Honduras.
De habitat bestaat uit grotere en diepere, permanente wateren zoals rivieren, meren, hoefijzermeren en lagunes. Er is een hoge tolerantie voor brak water en de schildpad wordt ook aangetroffen in estuaria. Omdat sommige exemplaren bedekt zijn met zoutminnende zeepokken staat vast dat ze hier gedurende langere tijd kunnen verblijven
De tabascoschildpad komt voor in drie van elkaar afgescheiden stroomgebieden. Ondanks de fysieke scheiding zijn de verschillende populaties niet genetisch van elkaar af te zonderen. De onderzoekers zien als mogelijke oorzaak het kweken van de schildpadden door de Maya's, die de dieren tot ver uit hun oorspronkelijke leefgebied konden transporteerden. Ontsnapte exemplaren zouden genetische afzondering hebben verhinderd.

## Bedreiging en bescherming
De tabascoschildpad wordt fel bejaagd om het vlees, dat gebruikt wordt in gerechten zoals schildpadsoep. Ze worden hiertoe gevangen met netten, harpoenen en door ze simpelweg op te duiken. De schildpad brengt op een markt in Mexico ongeveer 40 dollar op per kilo lichaamsgewicht van een levend exemplaar (peildatum 2005), wat het een lucratieve markt maakt. Er is wel wetgeving die het vangen van dieren kleiner dan veertig centimeter verbied en ook de vangst van de eieren is verboden. De schildpadden mogen een deel van het jaar helemaal niet worden gevangen. De handhaving laat echter te wensen over en heeft de jacht op de tabascoschildpad nauwelijks verminderd. Er zijn verschillende schildpaddenfarms in Mexico die een deel van de dieren in het wild uitzet en de rest opkweekt voor de markt om de ecologische druk zo te verlagen.
In Belize kwam de schildpad halverwege de jaren 80 algemeen voor of was zelfs in grote aantallen te vinden, tot deze gebieden toegankelijk werden voor stropers. De populaties gingen zo hard achteruit dat lokale bevolking een beroep deed op de overheid om maatregelen te nemen om te voorkomen dat de soort in rap tempo zou uitsterven. Sinds 2003 is het verboden om drie exemplaren in bezit te hebben, meer dan vijf dieren te transporteren en om de schildpad te kopen en te verkopen. Daarnaast mogen geen vrouwtjes gevangen worden die langer zijn dan 43 centimeter (schildlengte) of kleiner zijn dan 38 cm. Ten slotte geldt er jaarlijks een geheel vangstverbod voor de tabascoschildpad van 1 tot 31 mei van zowel mannelijke als vrouwelijke dieren, ongeacht de grootte.
Door de internationale natuurbeschermingsorganisatie IUCN is de beschermingsstatus 'ernstig bedreigd' toegewezen (Critically Endangered of CR).